# Lasioserica pacholatkoi
Lasioserica pacholatkoi är en skalbaggsart som beskrevs av Ahrens 2000. Lasioserica pacholatkoi ingår i släktet Lasioserica och familjen Melolonthidae. Inga underarter finns listade i Catalogue of Life.